# Urgent
Urgent ( en árabe: طفح الكيل‎ ) es una película dramática marroquí de 2018 escrita y dirigida por Mohcine Besri. Está protagonizada por Rachid Mustafa, Fatima Zahra Bennacer, Said Bey, Youssef Al-Alaoui, Ghalia Bin Zawia y Younes Bouab.
Transmite el lado oscuro de la situación de los hospitales públicos marroquíes, representada por la prevalencia del soborno, abandono, hacinamiento, fragilidad, y tráfico de personas heridas o enfermas.

## Sinopsis
Un hombre se para contra el viento en el puente, salta y termina en el hospital después de fracturarse. Idris y su esposa Zahra van al hospital con su hijo enfermo, la pareja se encuentra en un estado de desesperación por no poder aportar el dinero necesario para la operación. Hussain, el problemático hermano de Idris, decide darles el dinero que recibirá de una pareja suiza que adoptará a su futuro hijo.

## Premios y nominaciones
Ganó el premio Al Husseiny Abou-Deif a la mejor película sobre la libertad en el Festival de Cine Africano de Luxor. Recibió seis nominaciones en los 15th Africa Movie Academy Awards.